# Condado de Sinoe
El condado de Sinoe es uno de los quince condados que componen la subdivisión interna principal de la República de Liberia. Tiene como capital a la ciudad de Greenville. Es popular por su Sapo National Park (Parque Nacional Sapo), un parque nacional muy importante de Liberia. Tiene una superficie de 10.137 km², que en términos de extensión es similar a la del Líbano.

## Distritos
El condado de Sinoe se subdivide internamente en los distritos que apareen en la lista de abajo:
- Butaw
- Dugbe River
- Greenville
- Jaedae Jaedepo
- Juarzon
- Kpayan
- Pyneston

## Demografía
Tiene 104.932 personas (según cifras del censo llevado a cabo en el año 2008). Por consiguiente, su densidad poblacional es de 10.4 habitantes por cada kilómetro cuadrado.

## Hidrografía
- Río Sinoe

- Datos: Q1043644
- Multimedia: Sinoe County / Q1043644